# Hansjörg Bloesch
Hansjörg Bloesch (* 5. Juli 1912 in Bern; † 21. Januar 1992 in Winterthur) war ein Schweizer Klassischer Archäologe und Numismatiker.
Hansjörg Bloesch, Sohn des Redakteurs und Bibliothekars Hans Bloesch, studierte an den Universitäten Bern, Paris und München. Er wurde im August 1940 an der Universität München bei Ernst Buschor mit der Arbeit Formen attischer Schalen von Exekias bis zum Ende des Strengen Stils promoviert. Schon mit seiner Dissertation leistete er einen nachhaltigen Beitrag zum Fach, indem er die attischen Schalen typologisch ordnete und damit ein Gerüst zur Orientierung der Klassischen Archäologen schuf. Die typologische Einordnung der Schalen erfolgte von nun an „nach Bloesch“. 1943 wurde er an der Universität Bern habilitiert, 1948 dort Extraordinarius und damit erster Inhaber einer Professur für Klassische Archäologie an der Universität. 1951 wechselte er an die Universität Zürich, wo er 1969 Ordinarius wurde. Nachfolger in Bern wurde Hans Jucker, er selbst folgte in Zürich Arnold von Salis nach. 1977 wurde Bloesch emeritiert. Sein Nachfolger wurde Hans Peter Isler.
34 Jahre lang, von 1948 bis 1982, war er zu dem Konservator des Münzkabinett und Antikensammlung der Stadt Winterthur. Er war der erste teilzeitbezahlte Konservator des Münzkabinett und publizierte Teile von dessen Beständen.
Bloesch war seit 1954 ordentliches Mitglied des Deutschen Archäologischen Instituts, ferner des Österreichischen Archäologischen Instituts. Er leitete seit 1971 die Ausgrabungen in Monte Iato auf Sizilien. Seit 1952 leitete er die Schweizer Kommission für das Corpus Vasorum Antiquorum.
Seine Hauptforschungsinteressen waren die griechischen Vasen und die griechische Numismatik.

## Schriften
- Formen attischer Schalen von Exekias bis zum Ende des Strengen Stils, Benteli, Bern 1940
- Agalma. Kleinod, Weihgeschenk, Götterbild. Ein Beitrag zur frühgriechischen Kultur- und Religionsgeschichte, Benteli, Bern 1943
- Antike Kunst in der Schweiz. 50 Meisterwerke aus dem klassischen Altertum in öffentlichem und privatem Besitz, Rentsch, Zürich 1943
- mit Herbert Isler: Bericht über die Ausgrabungen in Oberwinterthur (Vitudurum) 1949–1951 (= Neujahrsblatt der Hülfsgesellschaft Winterthur zum Besten des hiesigen Waisenhauses Heft 83, 1952). Hülfsgesellschaft Winterthur/Stadtbibliothek, Winterthur 1951
- Griechische Münzen in Winterthur, Bd. 1–2, Münzkabinett Winterthur, Winterthur 1971–1997
- Herausgeber: Griechische Vasen der Sammlung Hirschmann, Rohr, Zürich 1982, ISBN 3-85865-070-6
  - auch als englische Ausgabe: Greek Vases from the Hirschmann Collection, Rohr, Zürich 1982, ISBN 3-85865-071-4
- Erinnerungen an Aigeai. Veröffentlichung des Münzkabinetts Winterthur, Münzkabinett Winterthur, Winterthur 1989, ISBN 3-907047-05-2